# Наринзор (село)
Наринзор — село в Сретенском районе Забайкальского края России. Входит в состав сельского поселения Усть-Наринзорское.

## География
Село находится в западной части района, на правом берегу реки Курлыч, на расстоянии примерно 26 километров (по прямой) к западу от города Сретенска. 
Климат
Климат характеризуется как резко континентальный с продолжительной холодной малоснежной зимой и коротким тёплым летом. Среднегодовая температура воздуха составляет −5,3 — +3 °С. Средняя многолетняя температура самого холодного месяца (января) составляет −28 — −24 °С (абсолютный минимум — −55 °С), температура самого тёплого (июля) — 16 — 19 °С (абсолютный максимум — 40 °С). Безморозный период длится в течение 80 — 100 дней. Среднегодовое количество осадков — 350—400 мм.
Часовой пояс
Село Наринзор находится в часовой зоне МСК+6. Смещение применяемого времени относительно UTC составляет +9:00.

## Население
| 2021 |
| ---- |
| 5    |

## История
Образовано в 2013 году согласно Закону Забайкальского края от 25 декабря 2013 года № 922-ЗЗК «О преобразовании и создании некоторых населенных пунктов Забайкальского края». Представляет собой юго-западную часть бывшей общей территории села Усть-Наринзор.